# Teaching Cavalry to Ride
Teaching Cavalry to Ride è un cortometraggio muto del 1898. Non si conosce né il nome del regista né quello dell'operatore del film, un documentario prodotto dalla Selig che fa parte di una serie di cortometraggi del 1898 dedicati alla guerra ispano-americana alla quale partecipò il corpo di volontari dei Rough Riders nella spedizione a Cuba. I volontari, prima della partenza, vennero addestrati a varie tecniche di combattimento, puntando soprattutto sulla loro abilità di cavalieri.

## Trama
La vita quotidiana dei volontari del corpo dei Rough Riders alle prese con le lezioni di equitazione.

## Produzione
Il film fu prodotto dalla Selig Polyscope Company.

## Distribuzione
Il film - un cortometraggio di 22,86 metri - venne distribuito dalla Selig Polyscope Company.